# Zwitserland op de Olympische Winterspelen 1960
Tijdens de Olympische Winterspelen van 1960, die in Squaw Valley (Verenigde Staten) werden gehouden, nam Zwitserland voor de achtste keer deel.

## Medailleoverzicht
| Sport       | Olympiër     | Discipline       | Medaille |
| ----------- | ------------ | ---------------- | -------- |
| Alpineskiën | Roger Staub  | reuzenslalom (m) | Goud     |
| Alpineskiën | Yvonne Rüegg | reuzenslalom (v) | Goud     |

## Deelnemers en resultaten

### Alpineskiën
| Olympiër                 | Discipline       | Resultaat | Prestatie                    |
| ------------------------ | ---------------- | --------- | ---------------------------- |
| Jakob Arduser            | afdaling (m)     | 13e       | 2.10,9 (+4,9)                |
| Fredy Brupbacher         | reuzenslalom (m) | 22e       | 1.55,0 (+6,7)                |
| Willi Forrer             | afdaling (m)     | 4e        | 2.07,8 (+1,8)                |
| Willi Forrer             | reuzenslalom (m) | 20e       | 1.53,9 (+5,6)                |
| Willi Forrer             | slalom (m)       | dq        | diskwalificatie              |
| Adolf Mathis             | slalom (m)       | 15e       | 2.23,5 (+14,6) 1.13,9+1.09,6 |
| Nando Pajarola           | afdaling (m)     | 20e       | 2.15,4 (+9,4)                |
| Nando Pajarola           | reuzenslalom (m) | 25e       | 1.56,2 (+7,9)                |
| Georges Schneider        | slalom (m)       | 31e       | 2.52,7 (+43,8) 1.13,0+1.39,7 |
| Roger Staub              | afdaling (m)     | 5e        | 2.08,9 (+2,9)                |
| Roger Staub              | reuzenslalom (m) | Goud      | 1.48,3                       |
| Roger Staub              | slalom (m)       | dq        | diskwalificatie              |
|                          |                  |           |                              |
| Madeleine Chamot-Berthod | reuzenslalom (v) | 9e        | 1.41,9 (+2,0)                |
| Madeleine Chamot-Berthod | slalom (v)       | 28e       | 2.15,4 (+25,8) 1.12,1+1.03,3 |
| Margrit Gertsch          | afdaling (v)     | 26e       | 1.50,4 (+12,8)               |
| Liselotte Michel         | afdaling (v)     | 35e       | 2.01,0 (+23,4)               |
| Liselotte Michel         | reuzenslalom (v) | 14e       | 1.42,5 (+2,6)                |
| Liselotte Michel         | slalom (v)       | 5e        | 1.58,0 (+8,4) 59,0+59,0      |
| Yvonne Rüegg             | afdaling (v)     | 9e        | 1.41,6 (+4,0)                |
| Yvonne Rüegg             | reuzenslalom (v) | Goud      | 1.39,9                       |
| Yvonne Rüegg             | slalom (v)       | dq        | diskwalificatie              |
| Annemarie Waser          | afdaling (v)     | dq        | diskwalificatie              |
| Annemarie Waser          | reuzenslalom (v) | 23e       | 1.46,0 (+6,1)                |
| Annemarie Waser          | slalom (v)       | dq        | diskwalificatie              |

### Kunstrijden
| Olympiër          | Discipline | Resultaat | Prestatie                  |
| ----------------- | ---------- | --------- | -------------------------- |
| Hubert Köpfler    | mannen     | 11e       | pc. 114,0; 1217,000 punten |
| Liliane Crosa     | vrouwen    | 20e       | pc. 171,0; 1157,400 punten |
| Franziska Schmidt | vrouwen    | 22e       | pc. 184,0; 1141,800 punten |

### Langlaufen
| Olympiër                                                 | Discipline            | Resultaat | Prestatie                                                    |
| -------------------------------------------------------- | --------------------- | --------- | ------------------------------------------------------------ |
| Alphonse Baume                                           | 15 km (m)             | 27e       | 55.58,9 (+4.03,4)                                            |
| Alphonse Baume                                           | 30 km (m)             | 24e       | 2:02.04,2 (+11.00,3)                                         |
| Konrad Hischier                                          | 15 km (m)             | 39e       | 57.43,9 (+5.48,4)                                            |
| Marcel Huguenin                                          | 15 km (m)             | 37e       | 57.36,7 (+5.41,2)                                            |
| Marcel Huguenin                                          | 30 km (m)             | 28e       | 2:03.25,6 (+12.21,7)                                         |
| Fritz Kocher                                             | 30 km (m)             | dnf       | opgave                                                       |
| Fritz Kocher                                             | 50 km (m)             | dnf       | opgave                                                       |
| Lorenz Possa                                             | 15 km (m)             | 31e       | 56.30,1 (+4.34,6)                                            |
| Lorenz Possa                                             | 30 km (m)             | 32e       | 2:05.41,2 (+14.37,3)                                         |
| Fritz Kocher Marcel Huguenin Lorenz Possa Alphonse Baume | 4x10 km estafette (m) | 8e        | 2:29.36,8 (+10.51,2) (37.43,0 / 38.15,0 / 36.37,0 / 37.01,8) |

### Schansspringen
| Olympiër        | Discipline | Resultaat | Prestatie                  |
| --------------- | ---------- | --------- | -------------------------- |
| Andreas Däscher | mannen     | 20e       | 201,2 punten (86,0+77,0 m) |

Argentinië · Australië · Bulgarije · Canada · Chili · Denemarken · Duits eenheidsteam · Finland · Frankrijk · Groot-Brittannië · Hongarije · IJsland · Italië · Japan · Libanon · Liechtenstein · Nederland · Nieuw-Zeeland · Noorwegen · Oostenrijk · Polen · Sovjet-Unie · Spanje · Tsjecho-Slowakije · Turkije · Verenigde Staten · Zuid-Afrika · Zuid-Korea · Zweden · Zwitserland